# Palazzo di Carlo V
Il Palazzo di Carlo V è un edificio rinascimentale di Granada, nel sud della Spagna, che si trova sulla sommità della collina di Assabica, all'interno della fortificazione nasride della Alhambra. L'edificio non è mai stato la dimora di un monarca e rimase senza tetto fino al 1957.

## Storia
Venne fatto costruire da Carlo V, Imperatore del Sacro Romano Impero, che desiderava stabilire la sua residenza vicino ai palazzi dell'Alhambra. Sebbene i monarchi cattolici avessero già modificato alcune stanze dell'Alhambra dopo la conquista della città, nel 1492, Carlo V intendeva costruire una residenza permanente degna di un imperatore. Il progetto venne affidato a Pedro Machuca, un architetto la cui carriera è scarsamente documentata. All'epoca l'architettura spagnola era immersa nello stile plateresco, con tracce di architettura gotica ancora visibili. Machuca costruì un palazzo corrispondente stilisticamente al Manierismo, uno stile allora agli inizi in Italia. L'esterno dell'edificio utilizza una combinazione tipicamente rinascimentale di bugnato al livello inferiore e conci su quello superiore. Anche se si accettano fonti che collocano Machuca nella bottega di Michelangelo, al momento della costruzione del palazzo, nel 1527, quest'ultimo doveva ancora progettare la maggior parte delle sue opere architettoniche.
Il palazzo è alto 17 metri ed è a pianta quadrata di 63 metri di lato con un patio circolare interno. Questo non ha precedenti nell'architettura rinascimentale e pone l'edificio all'avanguardia del suo tempo. Il palazzo ha due piani (senza contare i mezzanini). Gli ordini classici sono a forma di pilastro tranne che intorno alle porte centrali. All'esterno, il piano inferiore è nell'ordine tuscanico, con i pilastri "bloccati" che continuano il pesante bugnato che li attraversa, mentre il piano superiore utilizza l'ordine ionico, con finestre inferiori a frontone elaborato sotto finestre rotonde. Entrambe le facciate principali sottolineano i portali, realizzati in pietra della Sierra Elvira.

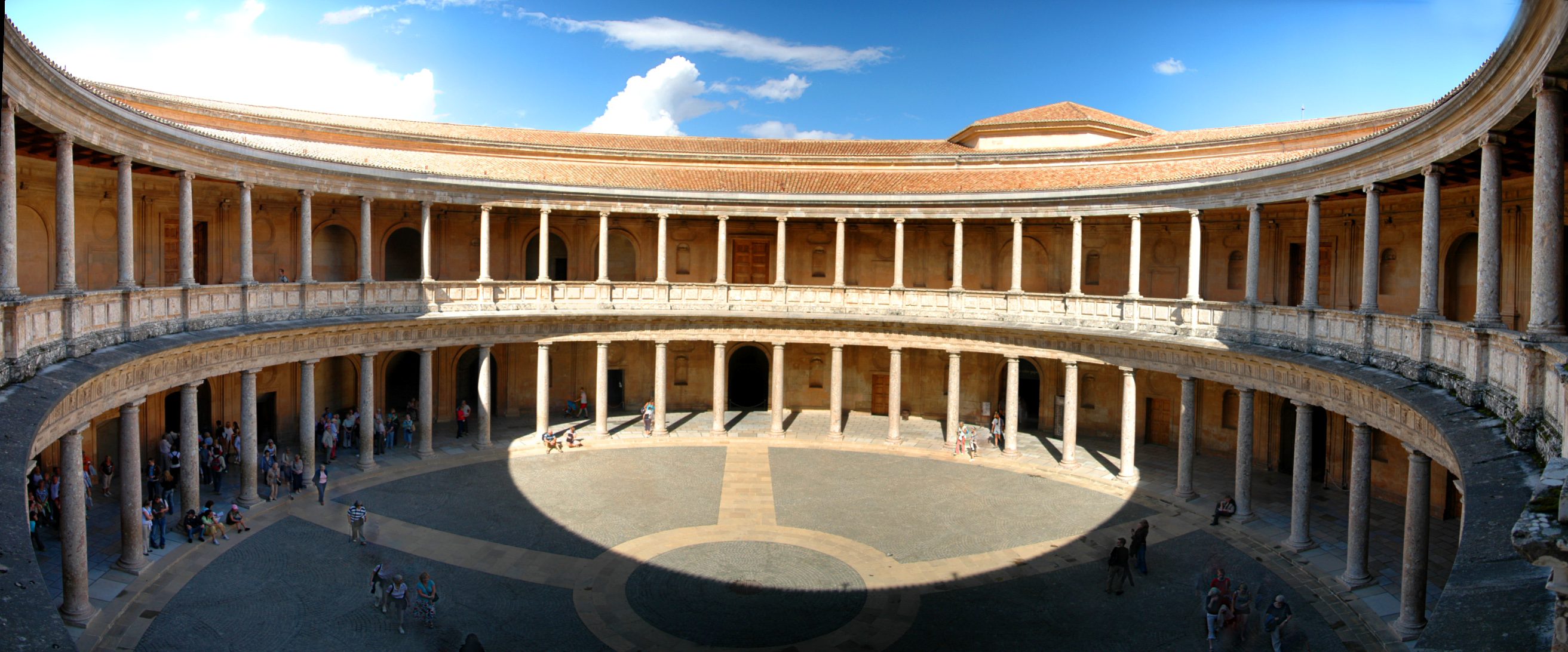
Patio del Palazzo di Carlo V.

Anche il patio circolare ha due livelli. La parte inferiore è costituita da un colonnato dorico di conglomerato di pietra, con una trabeazione classica ortodossa formata da triglifi e metope. Il piano superiore è formato da un colonnato ionico stilizzato la cui trabeazione è priva di decorazioni. Questa organizzazione del patio mostra una profonda conoscenza dell'architettura romana, e sarebbe inquadrata in puro stile rinascimentale ma per la sua forma curva, sorprende il visitatore che entra dagli ingressi principali. Anche gli spazi interni e le scale sono governati dalla combinazione di quadrato e cerchio. Dispositivi estetici simili sarebbero stati sviluppati nei decenni successivi sotto la classificazione di manierismo.
Il palazzo non fu completato e rimase senza tetto fino alla fine del XX secolo.
Il palazzo di Carlo V è oggi sede del Museo dell'Alhambra e del Museo delle Belle Arti di Granada.